# Gori Ganga
La Gori Ganga est une rivière indienne d'une longueur de 100 km qui coule dans l’État de l'Uttarakhand. Elle est un affluent de la Sharda dans le bassin du Gange, par la Karnali.